# Râul Negrilești, Deju
Râul Negrilești este un curs de apă, afluent al râului Deju. 